# فيغيرويلاس
بلدية فيغيرويلاس (بالإسبانية: Figueruelas) هي بلدية تقع في مقاطعة سرقسطة التابعة لمنطقة أراغون شمال شرق إسبانيا.

## الديموغرافيا
بلغ عدد سكان بلدية فيغيرويلاس 1.303 نسمة عام 2011 (وفقاً للمعهد الوطني الإسباني للإحصاء).
| 955 | 1.034 | 1.040 | 1.133 | 1.191 | 1.351 | 1.303 |